# 韩宝生
韩宝生（1956年—），陕西淳化人，汉族，中华人民共和国政治人物、第十二届全国人民代表大会陕西地区代表。
毕业于西安美术学院油画专业。加入中国国民党革命委员会。2013年，担任全国人大代表。2018年1月，当选第十三届全国政协委员。